# Acabaria hicksoni
Acabaria hicksoni är en korallart som beskrevs av Nutting 1911. Acabaria hicksoni ingår i släktet Acabaria och familjen Melithaeidae. Inga underarter finns listade i Catalogue of Life.